# 崔小田
崔小田（1958年—），山东曹县人，汉族，中华人民共和国政治人物、第十二届全国人民代表大会河南地区代表。
毕业于河南省戏曲学校戏曲表演专业。加入中国民主促进会。2013年，担任全国人大代表。